# Dexiosis

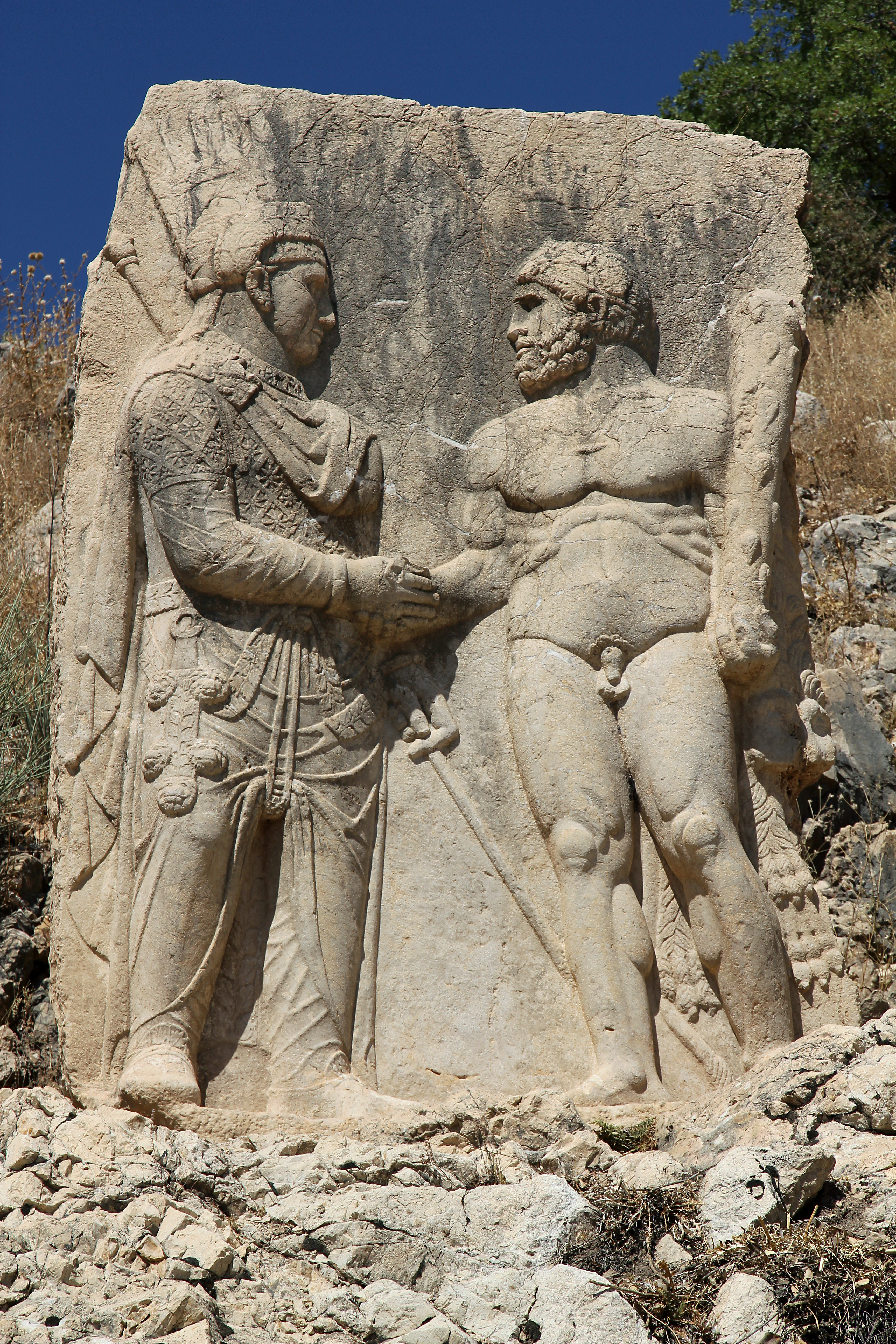
O Rei Mitrídates I Calínico ou Antíoco I de Comagena apertando as mãos com Hércules.

Dexiosis (em grego: δεξίωσις; romaniz.: dexiōsis), que significa "saudação", é um termo que se refere ao gesto de duas pessoas oferecerem uma à outra suas mãos direitas. A palavra dexiosis é frequentemente usada em contextos acadêmicos ou especializados para descrever essa prática cultural ou representação artística.

Esse gesto é simbolizado pela expressão latina "Dextrarum iunctio", que traduzida significa "união das mãos direitas". A união das mãos direitas é uma representação comum encontrada em diversas formas de arte, como relevos, pinturas em vasos e moedas antigas. Essa imagem é frequentemente associada à dexiosis, onde duas pessoas estão representadas apertando as mãos direitas uma da outra. Esse gesto é amplamente reconhecido como um símbolo de cumprimento, união e respeito mútuo.

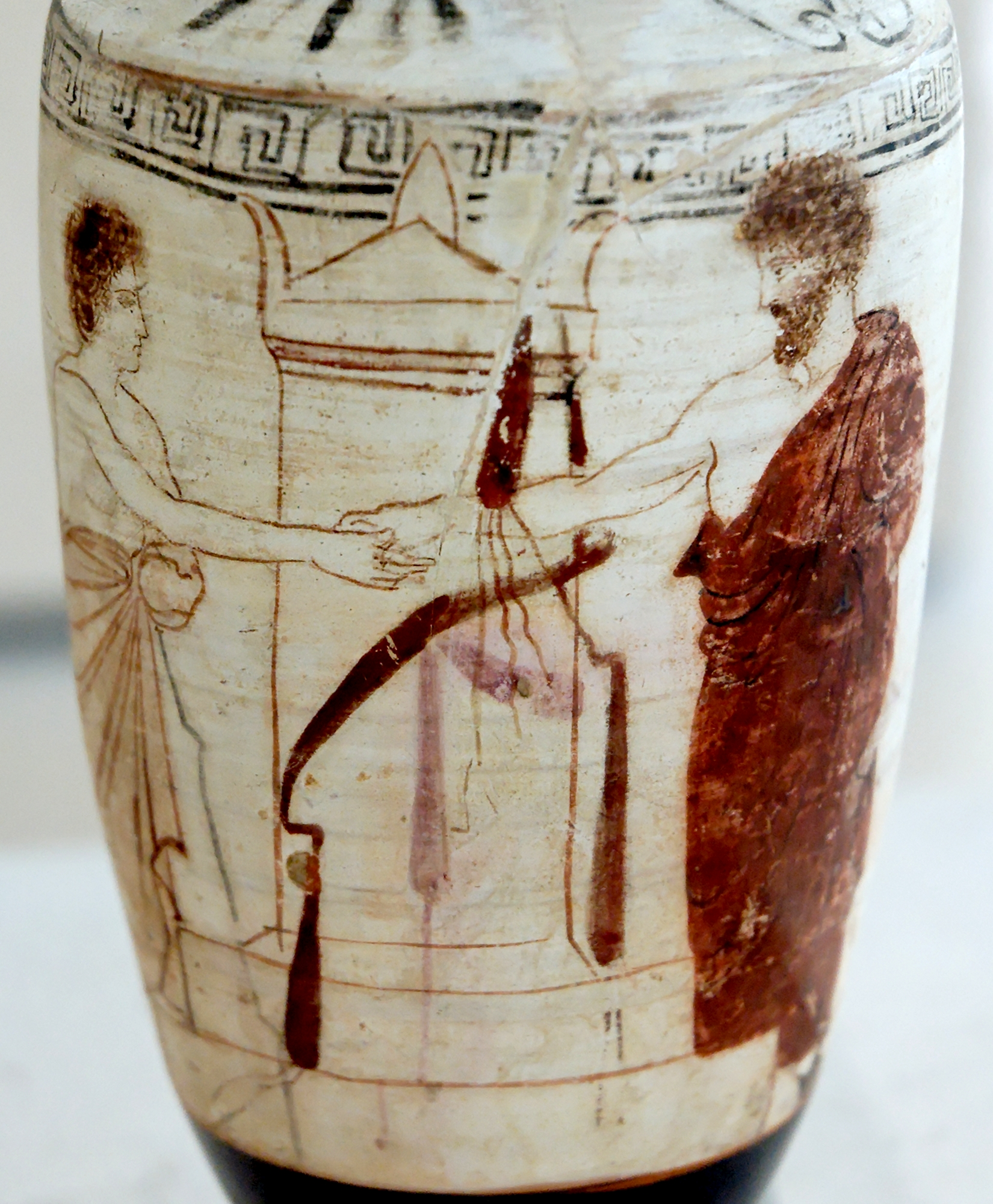
Dexiosis em Lécito Ático do século V a.C.

Os relevos de dexiosis de Comagena são particularmente renomados, retratando o governante da época apertando as mãos com divindades, enfatizando sua relação com o divino. Esses relevos também são encontrados em lápides romanas, onde mostram os falecidos apertando as mãos de seus cônjuges, simbolizando a continuidade dos laços familiares mesmo após a morte. Da mesma forma, relevos de dexiosis são encontrados em moedas antigas, representando a união e a cooperação entre duas cidades através do gesto de aperto de mãos. Essas representações artísticas destacam a importância do gesto de dexiosis como uma expressão universal de conexão e harmonia entre indivíduos e comunidades.
A dexiosis desempenhou um papel significativo em cerimônias e rituais sociais em várias culturas antigas.Na Grécia Antiga, apertar as mãos direitas era um gesto de importância ritualística em eventos como acordos políticos, celebrações religiosas e até mesmo em contextos cotidianos para demonstrar amizade e aliança. Essa prática se estendia também ao mundo romano, onde o "dexiōsis" era um gesto comum de cumprimento e acordo entre cidadãos e autoridades. A importância simbólica da dexiosis como um gesto de unidade e concordância atravessou fronteiras culturais e permaneceu relevante ao longo dos séculos.